# Aboubacar Somparé
Aboubacar Somparé (ur. 22 sierpnia 1944 w Boké, zm. 2 listopada 2017 w Konakry) – gwinejski polityk, przewodniczący Zgromadzenia Narodowego Gwinei w latach 2002–2008, po śmierci prezydenta Lansany Conté, od 22 do 24 grudnia 2008 pełniący obowiązki prezydenta Gwinei.

## Życiorys
Aboubacar Somparé w 1969 ukończył matematykę na Politechnice Gamala Abdela Nassera w Konakry. Od 1970 do 1973 był dyrektorem generalnym ds. edukacji w Labé, od 1973 do 1976 dyrektorem generalnym ds. szkolnictwa średniego w Ministerstwie Edukacji Przeduniwersyteckiej, od 1976 do 1978 dyrektorem generalnym służb informacyjnych.
W latach 1978–1984 zajmował stanowisko ambasadora Gwinei we Francji. Po powrocie objął urząd doradcy w Ministerstwie Reform i Służb Administracyjnych, który zajmował do 1986. Od 1986 do 1987 był administratorem pałacu prezydenckiego w Konakry.
Od 1987 do 1989 pełnił funkcję rektora Uniwersytetu w Konakry. W latach 1989–1990 był narodowym koordynatorem Programu Reformy Sektora Edukacyjnego, a od 1990 do 1992 pełnił funkcję sekretarza generalnego w Ministerstwie Spraw Wewnętrznych i Decentralizacji.
W 1995 Somparé został wybrany do Zgromadzenia Narodowego. Od kwietnia 1997 zajmował pozycję sekretarza generalnego Partii Jedności i Postępu (PUP, Parti de l’Unité et du Progrès).
23 września 2002, po czerwcowych wyborach parlamentarnych, Aboubacar Somparé został wybrany przewodniczącym Zgromadzenia Narodowego.

### Śmierć prezydenta Conté
23 grudnia 2008, we wczesnych godzinach porannych, Somparé razem z premierem Ahmedem Tidiane Souaré oraz dowódcą wojsk poinformował o zgonie prezydenta Lansany Conté, zmarłym wieczorem poprzedniego dnia. Zgodnie z konstytucją, jako przewodniczący parlamentu, przejął obowiązki prezydenta kraju, które powinien pełnić do czasu wyboru nowego prezydenta w ciągu 60 dni.
Jednakże już sześć godzin po jego wystąpieniu, w telewizyjnym oświadczeniu Moussa Dadis Camara ogłosił powołanie Rady Narodowej na rzecz Demokracji i Rozwoju (CNDD) i przejęcie przez nią władzy od rządu. Zapowiedział zawieszenie konstytucji oraz działalności politycznej, a także rozwiązanie rządu, parlamentu i innych instytucji republiki. Junta zapowiedziała też odroczenie planowanych wyborów do końca 2010 roku. 24 grudnia 2008 Camara został wybrany liderem junty wojskowej oraz mianował się prezydentem republiki.
29 marca 2010 Somparé został wybrany kandydatem Partii Jedności i Postępu w wyborach prezydenckich 27 czerwca 2010. Zdobył w nich jednak tylko 0,95% głosów poparcia.